# 呉景略
呉景略（1907年2月5日-1987年8月16日）は、中国の古琴家である。名は韜、号は緝叟・縵叟、「虞山呉派」の創設者。

## 生涯
清の江蘇常熟出身。少年の頃、呉景略は趙剣侯・周少梅・呉夢非について音律を学んでいた。また中国絵画を蕭退庵と樊少雲に学んでいた。1930年、呉景略は王端璞・李明徳について古琴を学んでいた。李明徳は査阜西に呉景略を紹介し、呉景略は今虞琴社を参加した。1950年代、呉景略は上海で「策声琴韵室」を成立し、上海と常熟で古琴を教えた。
1953年、呉景略は中央音楽学院音楽研究所の研究員に担当し、3年後中央音楽学院の教授に担当した。文化大革命が原因で、呉景略は学院を離れ、上海の娘の家で居候した。生活に困られていた呉景略は自ら収集した古琴を安売りした。
文化大革命の後、呉景略は中央音楽学院に帰って、中国文学芸術連合会・中国音楽家協会・北京古琴研究会を参加した。1987年8月16日、肺癌のため北京で死去した。

## 家族
呉景略の息子呉文光も古琴家になった。